# Oberarth
Oberarth ist eine der drei Ortschaften der Gemeinde Arth im Bezirk Schwyz des Kantons Schwyz in der Schweiz.

## Lage
Das Dorf Oberarth liegt oberhalb des Zugersees auf 453 m ü. NHN in einem Tal zwischen dem Rossberg und der Rigi. 

## Einwohnerzahl
Im Jahr 2007 hatte Oberarth rund 1.620 Einwohner.

## Geografie
Die Geländeschwelle von Oberarth bildet ein natürliches Hindernis. Die 250 Meter grosse Lücke zwischen den vom Rossberg und der Rigi herab kommenden Felsbändern wurde im 14. Jahrhundert durch eine noch heute erhaltene Letzimauer geschlossen. Während des Zweiten Weltkriegs wurde die Geländeschwelle für die Sperrstelle Oberarth zur Sicherung des Reduiteingangs benutzt. 

## Wirtschaft und Infrastruktur
Oberarth ist Sitz der im Jahre 1846 gegründeten Brennerei Fassbind und der im Jahre 1947 gegründeten Firma Schmidlin, welche in Oberarth Badewannen und andere emaillierterte Einrichtungen für Badezimmer herstellt.

## Geschichte

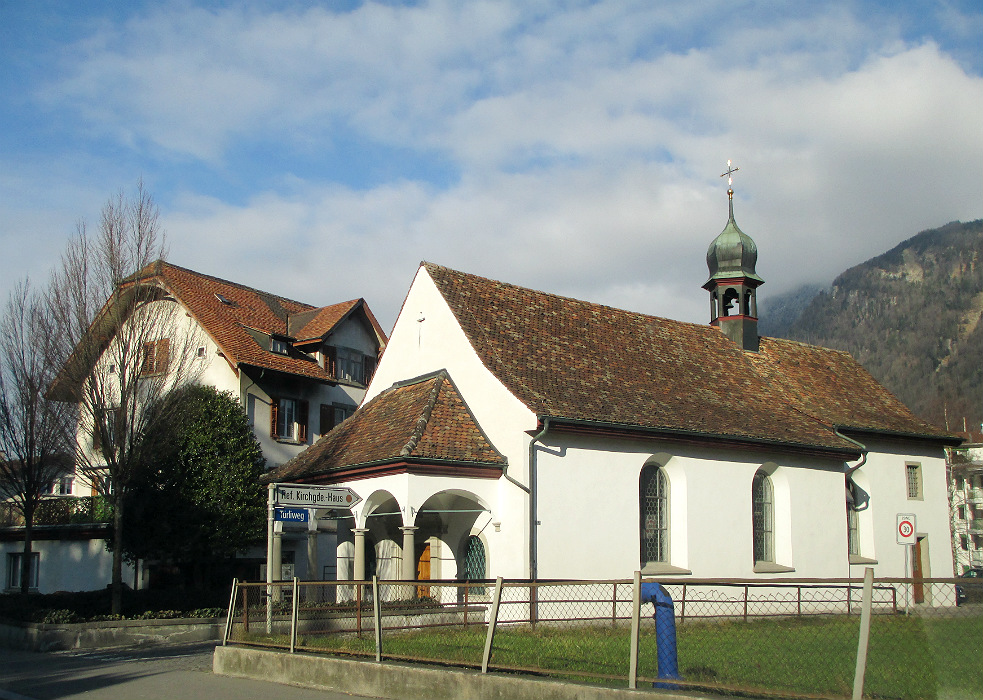
Marienkapelle in Oberarth

Die aus dem 18. Jahrhundert stammende Marienkirche des Ortes steht unter dem Schutz der Eidgenossenschaft.
Von 1875 bis 1959 führte die Arth-Rigi-Bahn von Arth durch den Mühlefluhtunnel in Oberarth nach Goldau. Bis zur Eröffnung der Gotthardbahn reisten die meisten Rigi-Touristen per Schiff auf dem Zugersee oder auf der Strasse an.